# Per Thorén
Per Ludvig Julius Thorén (Estocolm, 26 de gener de 1885 – Estocolm, 5 de gener de 1962) va ser un patinador artístic sobre gel suec que va competir a començaments del segle xx.
El 1908 va prendre part en els Jocs Olímpics de Londres, on guanyà la medalla de bronze en la prova individual del programa de patinatge artístic.

## Resultats
| Competició          | 1904 | 1905 | 1906 | 1907 | 1908 | 1909 | 1910 | 1911 |
| ------------------- | ---- | ---- | ---- | ---- | ---- | ---- | ---- | ---- |
| Jocs Olímpics       |      |      |      |      | 3rd  |      |      |      |
| Campionat del món   |      | 3r   | 5è   | 4t   |      | 2n   | 4t   |      |
| Campionat d'Europa  |      |      | 3r   | 4t   |      | 3r   | 3r   | 1r   |
| Campionat de Suècia | 2n   | 1r   | 2n   | 1r   | 2n   |      |      |      |